# 2. American-Football-Bundesliga 2001
Dieser Artikel gibt einen Überblick über die 2. Bundesliga American Football Saison 2001. Die Saison 2001 war die 20. Saison der 2. Bundesliga.

## Ligaaufteilung
An der 2. Bundesliga Nord nahmen in der Saison 2000 nur sieben Mannschaften teil, weil die Dortmund Giants und die Bochum Cadets mit einer Kooperationsmannschaft, den Dortmund B1 Giants teilnahmen.
Im Süden spielten nur sechs Teams, weil die Schwäbisch Hall Unicorns als vorjährig Zweitplatzierte für die Aschaffenburg Stallions in die GFL nachrückten und die Landsberg Express, eigentlich Absteiger aus der GFL, aufgelöst wurden.
| 2. Bundesliga Nord          | 2. Bundesliga Nord | 2. Bundesliga Süd          | 2. Bundesliga Süd |
| Team                        | Vorjahr            | Team                       | Vorjahr           |
| --------------------------- | ------------------ | -------------------------- | ----------------- |
| Berlin Adler                | 2. BL Nord         | Allgäu Comets (N)          | RL Süd            |
| Dresden Monarchs            | 2. BL Nord         | Darmstadt Diamonds         | 2. BL Süd         |
| Dortmund B1 Giants          | 2. BL Nord         | Franken Timberwolves       | 2. BL Süd         |
| Hamburg Wild Huskies        | 2. BL Nord         | Marburg Mercenaries        | 2. BL Süd         |
| Langenfeld Longhorns (N)    | RL West            | Rottenburg Red Knights (N) | RL Mitte (Süd)    |
| Magdeburg Virgin Guards (N) | RL Nordost         | Straubing Spiders          | 2. BL Süd         |
| Troisdorf Jets (N)          | RL West            |                            |                   |

- Vorjahr = Liga des Vorjahres
- RL = Regionalliga
- (N) Aufsteiger aus der Regionalliga
- (A) Absteiger aus der GFL

## Statistik

### 2. Bundesliga Nord
| Mannschaft              | BA    | DM    | DG    | HWH   | LL    | MVG   | TJ    |
| ----------------------- | ----- | ----- | ----- | ----- | ----- | ----- | ----- |
| Berlin Adler            | –     | 37:31 | 27:20 | 20:19 | 62:28 | 51:0  | 33:09 |
| Dresden Monarchs        | 23:27 | –     | 37:0  | 20:14 | 21:24 | 17:0  | 23:12 |
| Dortmund B1 Giants      | 14:0  | 06:34 | –     | 30:21 | 21:20 | 59:07 | 49:14 |
| Hamburg Wild Huskies    | 18:29 | 11:21 | 43:07 | –     | 20:0  | 27:0  | 21:07 |
| Langenfeld Longhorns    | 12:40 | 11:53 | 31:34 | 34:40 | –     | 35:22 | 33:07 |
| Magdeburg Virgin Guards | 24:15 | 09:31 | 07:40 | 00:19 | 45:22 | –     | 08:20 |
| Troisdorf Jets          | 00:69 | 07:31 | 07:35 | 07:30 | 07:13 | 24:25 | –     |

|    | Verein                  | Sp | S  | U | N  | Punkte | TD      | Diff. |
| -- | ----------------------- | -- | -- | - | -- | ------ | ------- | ----- |
| 1. | Berlin Adler            | 12 | 10 | 0 | 02 | 20:04  | 410:198 | +212  |
| 2. | Dresden Monarchs        | 12 | 09 | 0 | 03 | 18:06  | 332:158 | +174  |
| 3. | Dortmund B1 Giants      | 12 | 08 | 0 | 04 | 16:08  | 315:248 | 0+67  |
| 4. | Hamburg Wild Huskies    | 12 | 07 | 0 | 05 | 14:10  | 283:175 | +108  |
| 5. | Langenfeld Longhorns    | 12 | 04 | 0 | 08 | 08:16  | 263:372 | ‒109  |
| 6. | Magdeburg Virgin Guards | 12 | 03 | 0 | 09 | 06:18  | 147:360 | ‒213  |
| 7. | Troisdorf Jets          | 12 | 01 | 0 | 11 | 02:22  | 121:360 | ‒239  |

 Relegation
 Abstieg

### 2. Bundesliga Süd
| Mannschaft             | AC    | DD    | FT    | MM    | RRK   | SS    |
| ---------------------- | ----- | ----- | ----- | ----- | ----- | ----- |
| Allgäu Comets          | –     | 14:35 | 56:0  | 20:24 | 28:22 | 41:06 |
| Darmstadt Diamonds     | 38:34 | –     | 42:14 | 23:14 | 32:28 | 28:06 |
| Franken Timberwolves   | 14:35 | 21:07 | –     | 13:24 | 07:23 | 25:19 |
| Marburg Mercenaries    | 26:21 | 58:40 | 54:07 | –     | 47:11 | 14:0  |
| Rottenburg Red Knights | 13:49 | 10:15 | 14:40 | 14:06 | –     | 28:15 |
| Straubing Spiders      | 14:41 | 02:35 | 25:12 | 12:30 | 12:34 | –     |

|    | Verein                 | Sp | S | U | N | Punkte | TD      | Diff. |
| -- | ---------------------- | -- | - | - | - | ------ | ------- | ----- |
| 1. | Marburg Mercenaries    | 10 | 8 | 0 | 2 | 16:04  | 297:161 | +136  |
| 2. | Darmstadt Diamonds     | 10 | 8 | 0 | 2 | 16:04  | 295:201 | 0+94  |
| 3. | Allgäu Comets          | 10 | 6 | 0 | 4 | 12:08  | 339:192 | +147  |
| 4. | Rottenburg Red Knights | 10 | 4 | 0 | 6 | 08:12  | 197:251 | 0–54  |
| 5. | Franken Timberwolves   | 10 | 3 | 0 | 7 | 06:14  | 153:299 | –146  |
| 6. | Straubing Spiders      | 10 | 1 | 0 | 9 | 02:18  | 111:288 | –177  |

 Relegation
 Abstieg
- Keine Abstiegsplätze, weil nur 6 Mannschaften teilnehmen
- Tie-Breaker: Marburg gewinnt direkten Vergleich gegen Darmstadt (72:63)

## Aufstiegsrelegation
| Liga | Heimverein             | Gastverein             | Ergebnis | Nach Quartern          |
| ---- | ---------------------- | ---------------------- | -------- | ---------------------- |
| Nord | Kiel Baltic Hurricanes | Berlin Adler           | 41:24    | 7:14; 14:0; 7:10; 13:0 |
| Nord | Berlin Adler           | Kiel Baltic Hurricanes | 22:28    | 0:14; 0:7; 14:7; 8:0   |
| Süd  | Franken Knights        | Marburg Mercenaries    | 42:07    | 7:0; 14:0; 14:0; 7:7   |
| Süd  | Marburg Mercenaries    | Franken Knights        | 14:27    | 0:7; 0:13; 0:7; 14:0   |

Sowohl die Marburg Mercenaries (21:69) als auch die Berlin Adler (46:69) verbleiben in der 2. Bundesliga.